# Contact Air
Contact Air Flugdienst GmbH, più semplicemente Contact Air, è stata una compagnia aerea regionale con sede a Stoccarda, in Germania.
Ha operato voli di linea per conto di Lufthansa, per la quale faceva parte del gruppo Lufthansa Regional, operando dalla sua base principale di Stoccarda, e per Swiss International Air Lines (sussidiaria di Lufthansa), con base l'aeroporto di Zurigo-Kloten.
Nel luglio 2012 è stata acquistata dalla OLT Express Germany, dalla quale è stata completamente assorbita il 1º settembre 2012.

## Storia
La compagnia aerea è stata fondata da Gunther Eheim come compagnia di linea e charter executive nel settembre 1974 ed ha iniziato l'attività poco dopo. Iniziò ad operare con una flotta di velivoli esclusivamente concepiti per il trasporto di VIP e uomini d'affari: Dassault Falcon 20 e Bombardier Learjet. Dopo aver acquistato una coppia di BAe "Jetstream" 31 intraprese nel 1983 i primi collegamenti di linea, cui, l'anno dopo, si aggiunsero quelli per conto di DLT. Dal 1986 i piccoli biturbina britannici furono sostituiti da più capienti e performandi DeHavilland Cabnada DHC 8.
Divenne la prima partner del marchio Lufthansa Team nell'aprile del 1996, epoca in cui la flotta si era arricchita dei moderni Fokker 50. Senza particolari drammi si accucciò sotto il marchio Lufthansa Regional dal 2004. Nel frattempo si erano aggiunte macchine più rispondenti alle attività in essere: ATR 42 e ATR 72. Poi il balzo verso i velivoli a getto, con l'ordine e la consegna di Fokker 100 nel 2008.
All'epoca la società era interamente controllata da Gunther Eheim; nel luglio 2012, la conterranea OLT Express procedette all'acquisto e il 1º settembre ne integrò una sostanziosa parte (cioè quella più redditizia). Concluse le residue attività e con un briciolo di flotta la società cessò di esistere il 27 gennaio 2013.

## Destinazioni
Contact Air ha operato, fino al termine di agosto 2012, diverse destinazioni europee per conto di Lufthansa, focalizzandosi presso l'aeroporto di Stoccarda.
La compagnia operava anche per conto di Swiss International Air Lines (sussidiaria di Lufthansa) dal hub di Zurigo, verso diverse città europee.

## Flotta

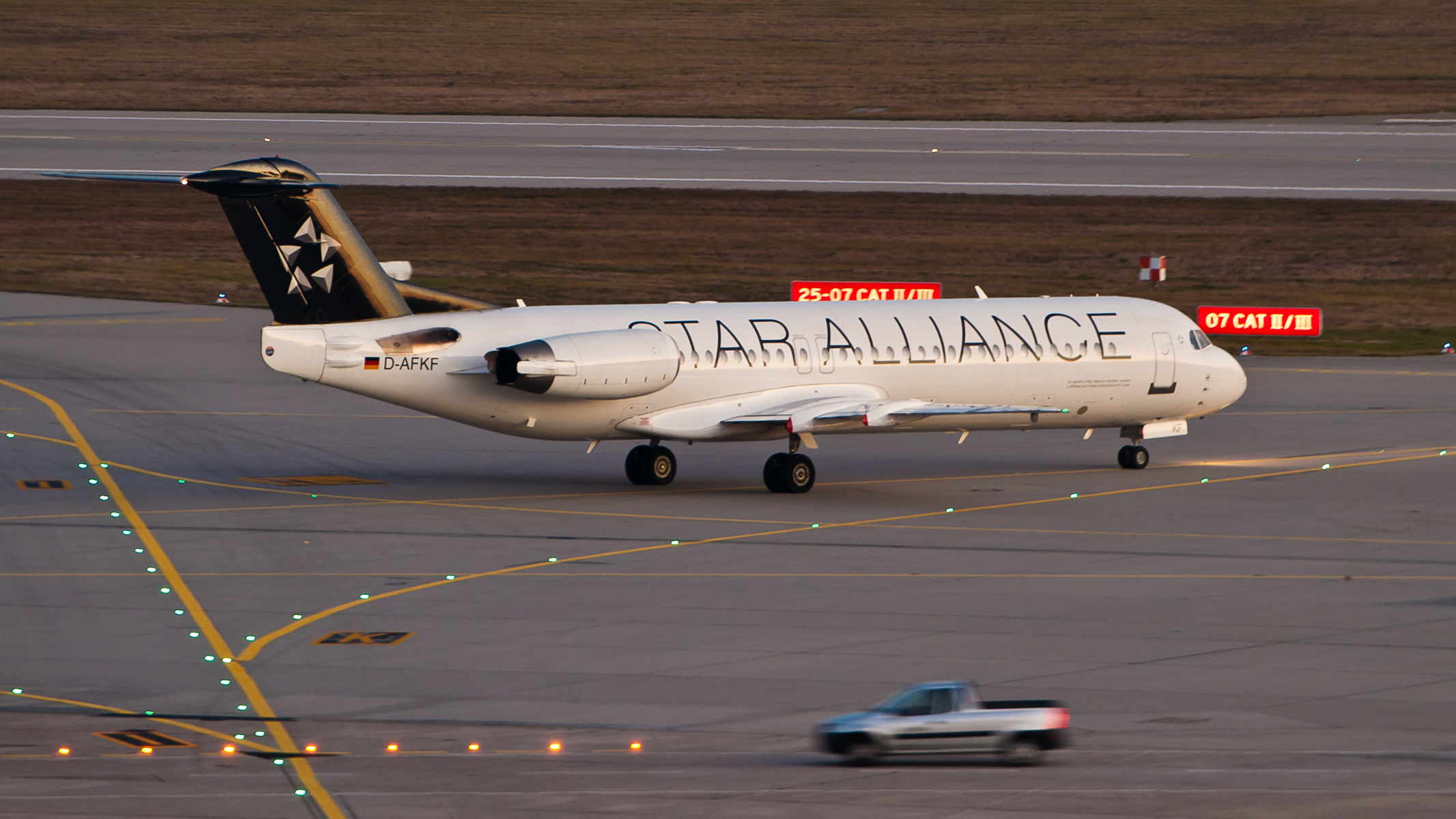
Fokker 100 nella livrea Star Alliance

La flotta di Contact Air, prima dell'integrazione in OLT Express Germany, ad agosto 2012, consisteva nei seguenti aeromobili:

### Flotta storica

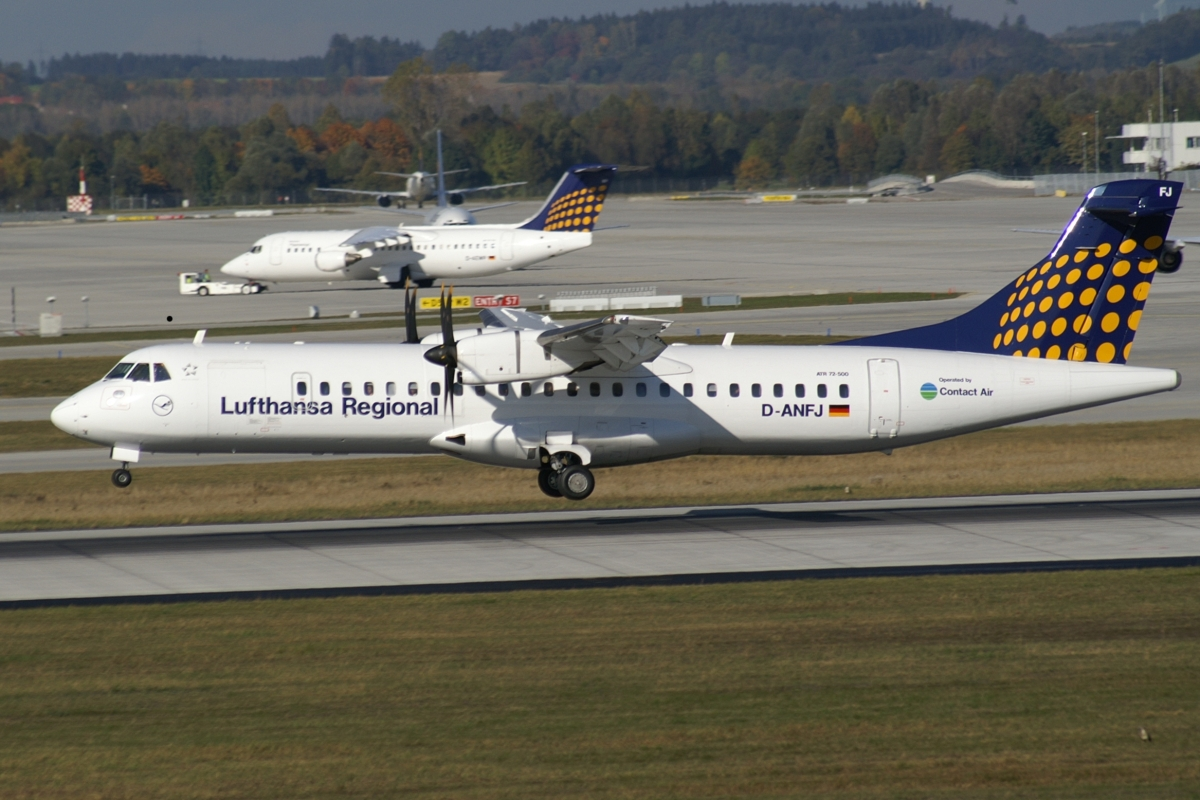
Un ATR 72 operato in ambito Lufthansa Regional ma ancora con i colori Team Lufthansa in coda

| Aereo                          | Introdotto | Ritirato | Note                              |
| ------------------------------ | ---------- | -------- | --------------------------------- |
| ATR 42                         | 2003       | 2010     |                                   |
| ATR 72                         | 2005       | 2010     |                                   |
| de Havilland Canada Dash 8-100 | 1986       | 1994     |                                   |
| de Havilland Canada Dash 8-300 | 1990       | 1997     |                                   |
| Fokker 50                      | 1996       | 2004     |                                   |
| Fokker 100                     | 2008       | –        | Trasferiti ad OLT Express Germany |

## Incidenti

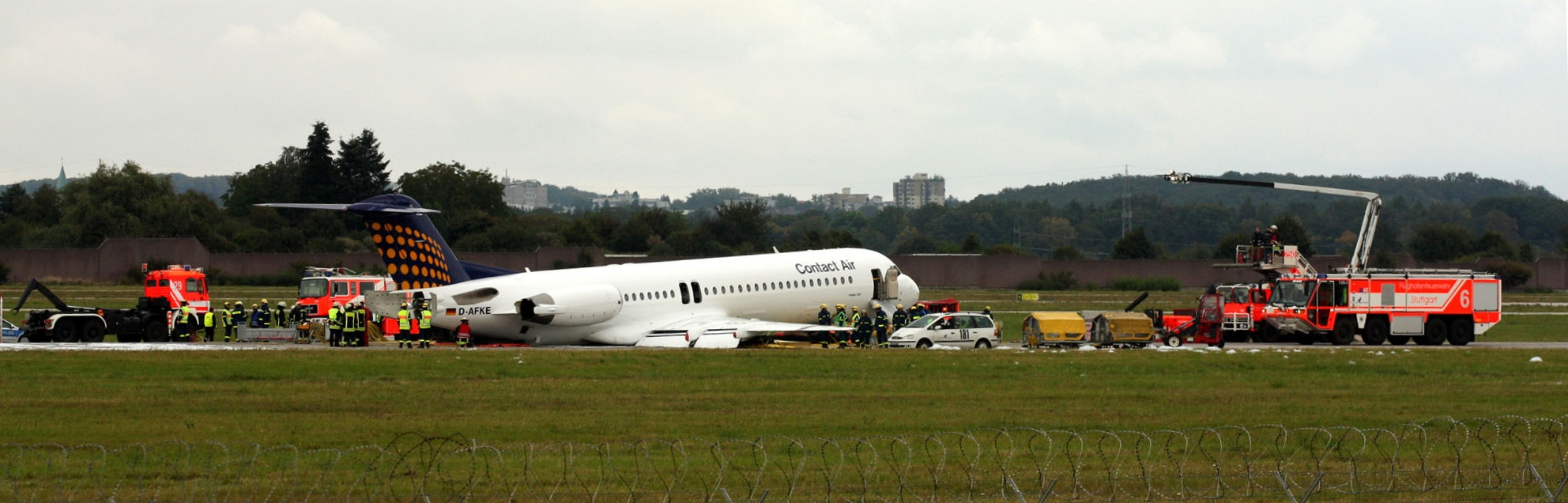
Atterraggio di emergenza del volo 288

- Il 14 settembre 2009, un Fokker 100, D-AFKE, operante il volo Lufthansa 288[5], ha eseguito un atterraggio di emergenza all'aeroporto di Stoccarda a causa di problemi al carrello d'atterraggio. Le cinque persone dell'equipaggio ed i 73 passeggeri, tra cui era presente il politico tedesco Franz Müntefering, non sono stati feriti.